# Lodovico Benvenuti
Lodovico Sforza Benvenuti, né à Vérone le 4 avril 1899 et décédé à Casorate Sempione le 26 mai 1966, est un avocat et un homme politique italien.

## Biographie
Il fut lieutenant dans l'artillerie le long du Piave en 1917. Diplômé en jurisprudence et actif dans les rangs de la Jeunesse catholique, Benvenuti fut parmi les premiers à adhérer au Parti populaire italien de Luigi Sturzo dont il fit partie de 1919 à 1926.
Durant la période de la lutte de libération face au fascisme, il fut parmi les fondateurs et dirigeants du mouvement clandestin de la province de Crémone et membre du Comité de libération nationale de Lombardie. Après la libération, il participa à l'Assemblée constituante de la République italienne et à l'élaboration de la Constitution de la République italienne.
Réélu continuellement au Parlement, il fut sous-secrétaire au commerce extérieur de 1951 à 1953 et par la suite sous-secrétaire aux affaires étrangères sous les gouvernements De Gasperi, Pella, Fanfani et Scelba. Ce rôle l'emmène à faire partie de la délégation italienne au Conseil de l'Europe et dans la Commission qui prépara les premiers projets d'union européenne. Il siège à l'Assemblée commune de la Communauté européenne du charbon et de l'acier dès sa création en 1952.
Par la suite, il fut nommé chef de la délégation italienne à la Conférence de Messine ainsi qu'à celle de Bruxelles d'où sont originaires la Communauté économique européenne et la Communauté européenne de l'énergie atomique. Après l'élection de Giovanni Gronchi à la présidence de la République et les changements internes au sein de la Démocratie chrétienne auquel il a contribué, Lodovico Benvenuti, il entra en conflit avec les nouvelles directives du gouvernement et quitta le Parlement. En 1957, il fut élu avec une forte majorité comme Secrétaire général du Conseil de l'Europe.
En 1963, des raisons de santé et familiales l'obligent à mettre un terme à ses mandats, conservant seulement sa charge de directeur de l'Institut d'études européennes.
Il est décédé le 26 mai 1966 des suites d'un accident de la route.